# Elaphoglossum palmeri
Elaphoglossum palmeri là một loài dương xỉ trong họ Dryopteridaceae. Loài này được Underw. & Maxon mô tả khoa học đầu tiên năm 1908.
Danh pháp khoa học của loài này chưa được làm sáng tỏ. 